# Charlie Elvegård
Charlie Elvegård, född Kjell Elvegård den 8 augusti 1943 i Solna, Stockholms län, död 25 maj 2018 i Solna,  var en svensk skådespelare.

## Biografi
Elvegård utbildades vid Calle Flygares teaterskola i Stockholm. Han var med i den första svenska uppsättningen av musikalen Hair på Scalateatern i Stockholm 1968. Han medverkade i Kar de Mumma-revyn på Folkan där han bland annat gjorde en uppskattad parodi på Arne Quick. Han spelade revy hos Hagge Geigert på Lisebergsteatern i Göteborg 1973 och medverkade i scenshower med satirgänget På Håret. Därutöver gjorde han flera film- och TV-roller. Han är mest känd som den svenska rösten till Kanin i filmerna om Nalle Puh.
Elvegård är gravsatt i minneslunden på Ulriksdals begravningsplats.

## Filmografi
- 1968 – ...som havets nakna vind
- 1969 – Eva – den utstötta
- 1969 – Ni ljuger
- 1970 – Reservatet
- 1970 – Röda rummet (TV-serie)
- 1970 – Körsbärsträdgården
- 1971 – Lockfågeln
- 1972 – Dumbo (röst i omdubb)
- 1972 – Magnetisören
- 1974 – Det sista äventyret
- 1975 – Champagnegalopp
- 1976 – Bel Ami
- 1977 – Filmen om Nalle Puh (röst till Kanin)
- 1979 – Katitzi (TV-serie)
- 1979 – Repmånad
- 1979 – Min älskade
- 1980 – Sinkadus (TV-serie)
- 1980 – Lille Virgil och Gusten Grodslukaren
- 1981 – Micke och Molle: Vänner när det gäller (röst till Piggsvin)
- 1981 – Pelle Svanslös (röst till Laban från Observatorielunden och Råttan)
- 1982 – Zoombie (TV-serie)
- 1982 – Galopp
- 1983 – Kalabaliken i Bender
- 1983 – Med Lill-Klas i kappsäcken
- 1983 – Spanarna (TV-serie)
- 1984 – Slagskämpen
- 1984 – Panik i butiken
- 1984 – Jönssonligan får guldfeber
- 1985 – Pelle Svanslös i Amerikatt (röst till Laban från Observatorielunden)
- 1985 – Vägen till Gyllenblå! (TV-serie)
- 1986 – Gröna gubbar från Y.R.
- 1986 – Hassel – Beskyddarna
- 1987 – I dag röd (TV-serie)
- 1987 – Lysande landning (TV-serie)
- 1988 – Stoft och skugga (TV-serie)
- 1988 – Nya äventyr med Nalle Puh (TV-serie) (röst till Kanin)
- 1989 – Den lilla sjöjungfrun (röst till budbäraren)
- 1990 – Nils Karlsson Pyssling
- 1991 – Tre kärlekar (TV-serie)
- 1992 – Rederiet (TV-serie)
- 1992 – Ha ett underbart liv
- 1992 – Kvällspressen (TV-serie)
- 1992 – En komikers uppväxt (TV-serie)
- 1993 – Snoken (TV-serie)
- 1995 – Sagan om två busiga möss och Stefan Stadsmus
- 1997 – Nalle Puh och jakten på Christoffer Robin (röst till Kanin)
- 1998 – Pip-Larssons (TV-serie)
- 1999 – Pippi i Söderhavet
- 2000 – Tigers film (röst till Kanin)
- 2003 – Nasses stora film (röst till Kanin)
- 2003 – Kvarteret Skatan (TV-serie)
- 2003 – Tusenbröder (TV-serie)
- 2005 – Puhs film om Heffaklumpen (röst till Kanin)
- 2011 – Nalle Puhs film - Nya äventyr i Sjumilaskogen (röst till Kanin)

## Teater

### Roller (ej komplett)
| År   | Roll | Produktion                                      | Regi            | Teater                |
| ---- | ---- | ----------------------------------------------- | --------------- | --------------------- |
| 1968 |      | Hår James Rado, Gerome Ragni och Galt MacDermot | Pierre Fränckel | Scalateatern          |
| 1969 |      | Kalle Perssons första krig Max Lundgren         | Nils Olsén      | Stockholms skolteater |